# 金山 (科羅拉多州)
金山（英語：Gold Hill）是位於美國科羅拉多州圓石縣的一個人口普查指定地區。

## 地理
金山的座標為40°03′50″N 105°24′43″W / 40.06389°N 105.41194°W，而該地最高點為海拔高度2530米（即8300英尺）。

## 人口
根據2010年美國人口普查的數據，金山的面積為5.2平方千米，均為陸地。當地共有人口230人，而人口密度為每平方千米44人。